# 野村智宏
野村 智宏（のむら ともひろ、1975年10月11日 - ）は、日本の陸上競技の選手である。
1996年アトランタオリンピックで男子走高跳に出場した。

## 参照資料
1. ↑  “Tomohiro Nomura Olympic Results”.  Sports Reference LLC. 2020年4月17日時点のオリジナルよりアーカイブ。2018年1月2日閲覧。